# Buste de Niccolò da Uzzano

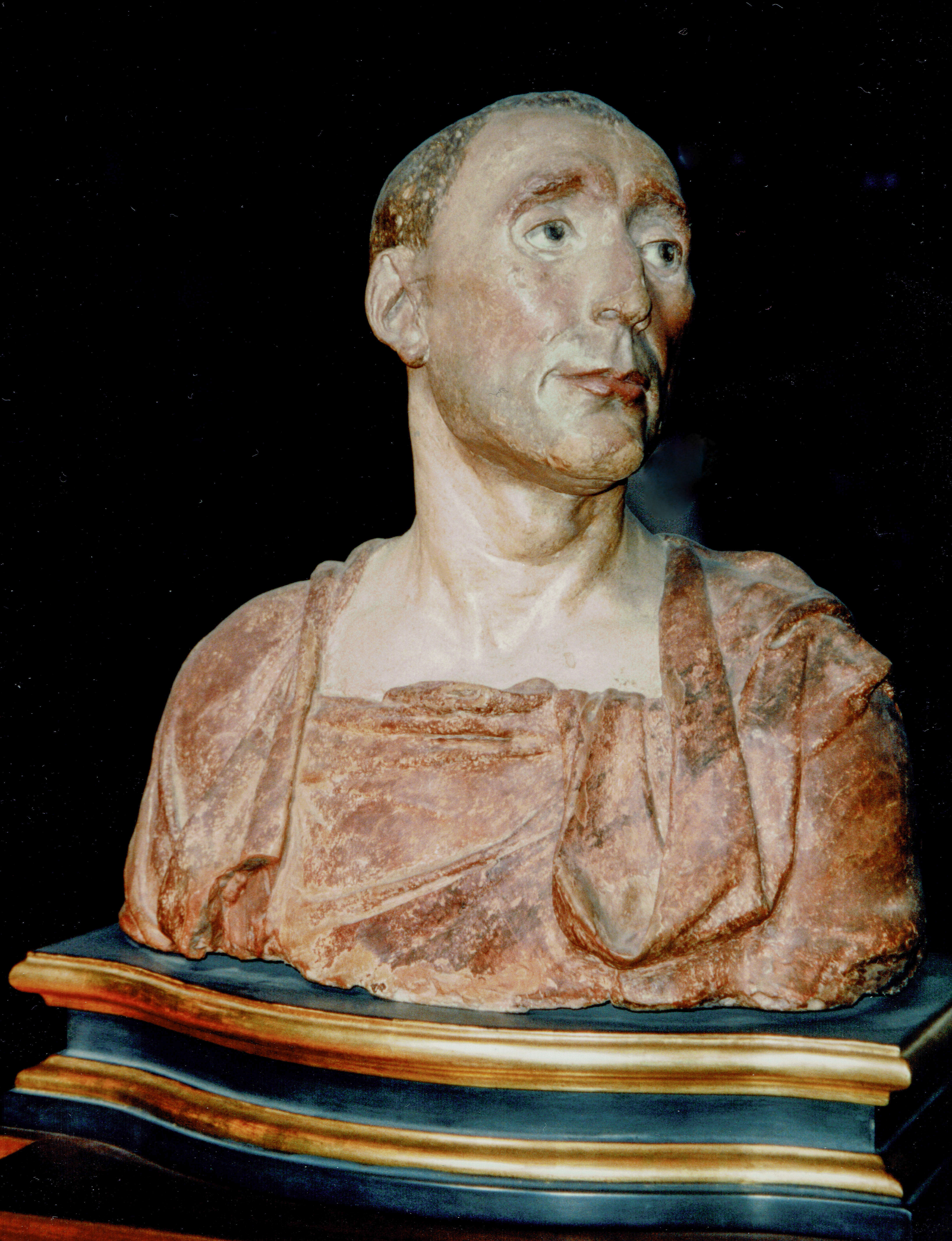
Buste de Niccolò da Uzzano, attribué à Donatello, vers 1432. Musée du Bargello à Florence.

Le buste de Niccolò da Uzzano est une œuvre en terre cuite polychrome attribuée à Donatello, datant d'environ 1432. Le buste, qui mesure 46 x 44 cm, est conservé au musée du Bargello, à Florence.

## Histoire
Le buste, qui se trouvait dans le palais de Niccolò da Uzzano (it), plus tard des Capponi, a été vendu à l'État par la famille en 1881, pour entrer dans les collections du Bargello. Des sources anciennes le mentionnent comme un portrait de l'homme d'État florentin qui, au XVIe siècle, fut utilisé comme modèle par le peintre Cristofano dell'Altissimo (vers 1525-1605) pour les portraits de la série des hommes illustres de la série jovienne.
L'attribution à Donatello est très controversée, et l'œuvre a également été attribuée à Desiderio da Settignano (Janson 1957) ou à Pietro Torrigiani (it) (Ciardi Dupré). Le personnage du portrait est lui-même sujet à débat, le buste n'étant connu que depuis le XVIe siècle et pouvant être aussi celui d'un membre de la famille Capponi. Niccolò da Uzzano était l'un des exécuteurs testamentaires de Baldassarre Coscia, et il est certainement entré en contact avec Donatello pour l'exécution du monument funéraire de l'antipape.

## Description
Le travail est de la plus haute qualité et l'un des plus anciens portraits en buste de la Renaissance. Le rendu naturaliste du sujet est très marqué, avec la physionomie qui, comme le confirme la restauration, dérive d'un moulage tiré directement du masque mortuaire. Une grande attention est accordée aux détails anatomiques des muscles du visage et de l'épiderme, qui ne sont pas typiques de Donatello.
Malgré cela, la qualité de la modélisation a été mise en rapport avec celles des statues des prophètes Habacuc (Donatello) (it) ou Jérémie (Donatello) (it), ces œuvres datant de la période 1423-1435. Janson et Schlegel privilégiaient Desiderio, avec une datation des alentours de 1450, ce qui excluait l'identification avec Niccolò da Uzzano.